# 1115
1115 (MCXV) je bilo navadno leto, ki se je po julijanskem koledarju začelo na petek.

## Dogodki

### Evropa
- 11. februar - Bitka pri Welfesholzu: saški uporniki pod vodstvom saksonskega vojvode Lotarja premagajo cesarsko vojsko Henrika V..
- 25. junij - Nadarjeni mladi menih Bernard iz Clairvauxa vstopi v samostan v Clairvauxu in še isto leto postane opat samostana.
- 24. julij - Po smrti velike vojvodinje Matilde Toskanske se sicer ohrani titularni naziv toskanske marke. Ker pa je prejšnji cesar Henrik IV. Matildo, ki je z vojsko podpirala papeža, razlastil, je njene posesti predal zavezniškim toskanskim mestom.↓
- → Firence se osamosvojijo in postanejo republika. Prav tako se osamosvojita mesti Lucca in Siena ter ostale manjše toskanske komune, ki pa do konca srednjega veka preidejo pod oblast večjih mest.
- Normandija: angleški kralj Henrik I. poskuša pri francoskemu kralju Ludviku VI. doseči, da prizna njegovega sina Viljema Adelina za zakonitega dediča vojvodine Normandije. Ker da Ludvik VI. prednost Henrikovemu nečaku Vilijemu Clitu, izbruhne med francoskim in angleškim kraljem vojna. 1116 ↔
- Anselm iz Laona postane arhdiakon francoskega mesta Laon. Njegova biblična šola je bila med najbolj popularnimi v Evropi.
- Hugo od Svetega Viktorja vstopi v avguštinski samostan Sv. Viktorja v Parizu.
- Peter Abelard postane kanonik v pariški cerkvi Notre Dame.
- Štefan Bloiški, kasnejši kralj Anglije, je povzdignjen v grofa Mortaina, Normandija.
- Medtem ko Barcelonci pod vodstvom grofa Rajmonda Berengarja III. plenijo Baleare, Almoravidi oblegajo Barcelono. Ob vrnitvi barcelonske flote Almoravidi opustijo obleganje.

### Bližnji vzhod
- 14. september - Bitka pri Sarminu: zmaga križarjev, ki jih vodi antiohijski regent Roger Salernijski nad Seldžuki. Križarjem uspe presenetiti Seldžuke.
- Latinski patriarh Arnulf iz Chocquesa je obtožen razmerja z muslimanko in začasno umaknjen s položaja.
- Pod kraljem Baldvinom I. je dokončan grad Montreal, na strateški vzpetini ob karavanski in romarski poti iz Sirije v Arabijo.

### Daljni vzhod
- Mandžursko ljudstvo Džurčen ustanovi dinastijo Jin. Prvi cesar dinastije Jin je Taizu, poglavar klana Wanyan.

### Srednja Amerika
- Mixteški vladar Iya Nacuaa Teyusi Ñaña (Devet-Jelenov-Jaguarjeva-Šapa) je premagan v bitki in obredno žrtvovan.

## Rojstva
- Bernegar Rajmond I. Provansalski, grof († 1144)
- Erling Skakke, norveški grof († 1179)
- Izjaslav III., kijevski veliki knez († 1162)
- Janez Salisburyjski, angleški škof, teolog, filozof († 1180)
- Magnus IV., norveški kralj († 1139)
- Rajmond II., tripolitanski grof († 1152)
- Teodor Prodrom, bizantinski pesnik († 1160)
- Vilijem V. Montferraški, markiz, križar († 1191)
- Welf VI., toskanski markiz († 1191)

## Smrti
- 8. julij - Peter Puščavnik, menih, voditelj križarskega pohoda ubogih (* 1050)
- 24. julij - Matilda Toskanska, mejna grofinja, vojskovodkinja (* 1046)
- 22. december - Olaf Magnusson, norveški kralj (* 1099)

Neznan datum
- Jimena Diaz, žena El Cida (* 1054)
- Adela Flandrijska, danska kraljica, apulijska regentinja (* 1064)
- Iya Nacuaa Teyusi Ñaña, mixteški vladar (* 1063)
- Tanchelm, flandrijski krivoverec